# Шо (Територија Белфор)
Шо (фр. Chaux) је насељено место у Француској у региону Франш-Конте, у департману Територија Белфор.
По подацима из 2011. године у општини је живело 1087 становника, а густина насељености је износила 117,39 становника/km².

## Демографија
| 1962. | 1968. | 1975. | 1982. | 1990. | 2011. |
| ----- | ----- | ----- | ----- | ----- | ----- |
| 613   | 615   | 780   | 814   | 869   | 1.087 |